# Jane Stanhopeová, hraběnka z Harringtonu
Jane Stanhopeová, hraběnka z Harringtonu, rozená Flemingová (23. května 1755 – 3. února 1824 Londýn) byla anglická šlechtična a dvorní dáma, která v letech 1794 až 1818 sloužila jako Lady of the Bedchamber britské královně Šarlotě Meklenbursko-Střelické.

## Život
Narodila se jako nejstarší z pěti dětí baroneta Johna Fleminga a jeho manželky Jane, rozené Colemanové. V jejím raném dětství přišla o otce a o tři sourozence. Dospělosti se kromě ní dožila pouze mladší sestra Seymour (1758–1818), která proslula svým skandálním životem. Po otcově smrti se spolu se sestrou staly jedinými dědičkami obrovského jmění.
Matka se v roce 1770 provdala za ovdovělého Edwina Lascellese (1713–1795), bohatého majitele plantáží v Britské Západní Indii. S ním již žádné děti neměla.
V roce 1779 se v Marylebone provdala za Charlese Stanhopea, 3. hraběte z Harringtonu (1753–1829). Ve vysoké londýnské společnosti proslula svojí krásou a módním vkusem. V roce 1794 se stala Lady of the Bedchamber britské královny Šarloty Meklenbursko-Střelické, která si ji velmi oblíbila. Královně sloužila až do její smrti v roce 1818.
Hraběnka z Harringtonu zemřela 3. února 1824 v londýnském St James's Palace ve věku osmašedesáti let. Pohřbena byla v areálu Westminsterského opatství.

## Potomci
- Charles Stanhope, 4. hrabě z Harringtonu (1780–1851)
- Lincoln Edwin Stanhope (1781–1840), svobodný a bezdětný
- Anna (1783–1857), provdaná Russellová, hraběnka z Bedfordu, přítelkyně a dvorní dáma královny Viktorie
- Leicester Stanhope, 5. hrabě z Harringtonu (1784–1862)
- William Sefton (1785–11786)
- FitzRoy Henry Stanhope (1787–1864)
- Francis Charles Stanhope (1788–1862)
- Henry William Stanhope (1790–1872)
- Caroline Anne Stanhopeová (1791–1853), provdaná Sanfordová
- Charlotte Augusta Stanhopeová (1793–1859), provdaná FitzGeraldová, hraběnka z Leinsteru
- Augustus Stanhope (1794–1831), svobodný a bezdětný

## Galerie

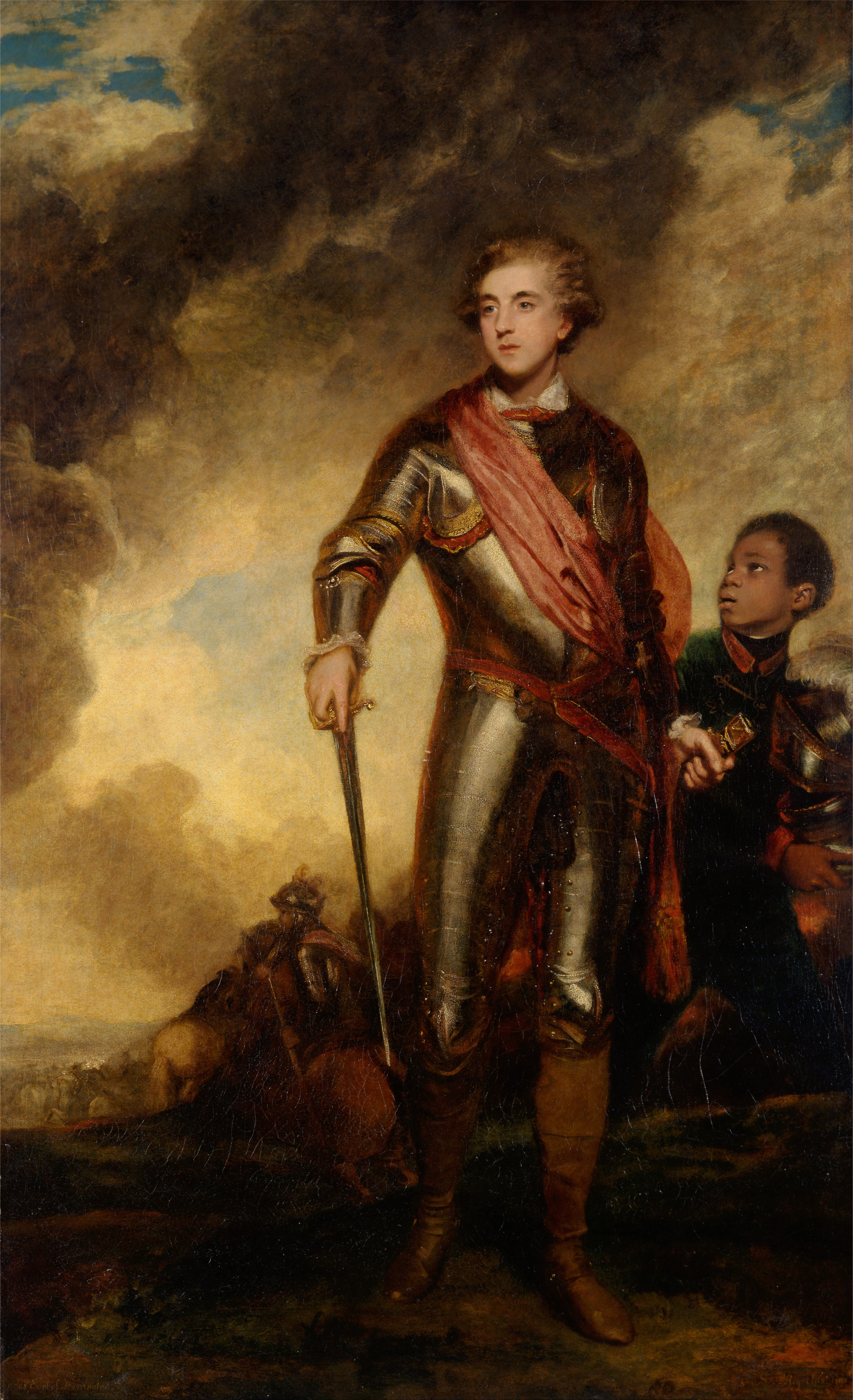
Manžel Charles Stanhope, 3. hrabě z Harringtonu (1753–1829)
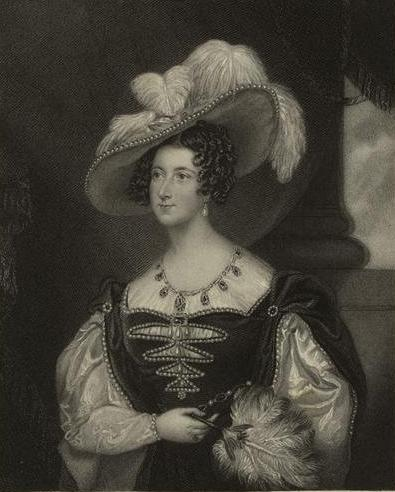
Nejstarší dcera Anna Russellová, hraběnka z Bedfordu
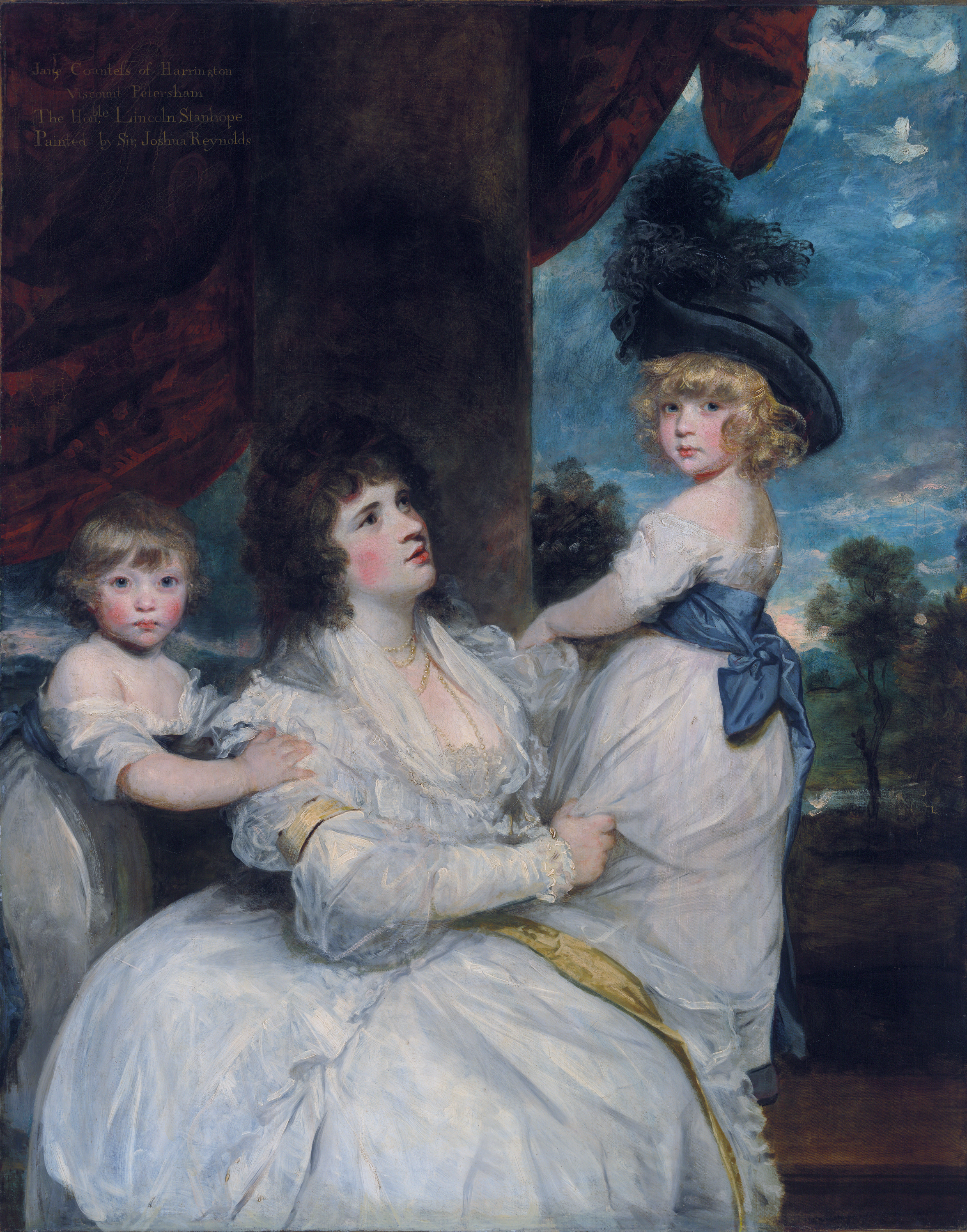
Portrét Jane Stanhopeové se syny Lincolnem a Charlesem, hraběnky z Harringtonu (Joshua Reynolds, cca 1786)